# Jesús Espinoza
Jesús Miguel Espinoza Huggins (Lechería, Anzoátegui, Venezuela, c. 1995 - Lechería, Anzoátegui, Venezuela, 15 de marzo de 2018), apodado Liderin, fue un estudiante de derecho, dirigente juvenil del partido político Voluntad Popular y activista estudiantil venezolano. Su cuerpo apareció sin vida el día 15 de marzo de 2018 con impactos de bala y heridas en ambas piernas.

## Biografía
Jesús Espinoza nació en Lechería alrededor del año 1995. Estudió derecho en la Universidad Santa María, durante el año 2017, participó activamente en las protestas en Venezuela de ese año, formó parte de la denominada Resistencia, grupos de manifestantes que respondían a la represión de las fuerzas de seguridad del Estado. Se desempeñó como líder político del Municipio Lechería y se encargó de organizar varias protestas en contra del gobierno dentro de la localidad.
El 4 de junio de 2017 fue arrestado y se le imputó el cargo de destrucción de vehículo militar en las inmediaciones del sector El Peñón del Faro, estuvo recluido en la prisión de La Pica ubicada en Maturín, por su participación y liderazgo en las manifestaciones, donde permaneció cuatro meses hasta ser liberado el 30 de septiembre de ese año, luego que un tribunal decidió sobreseer su causa, su abogado defensor fue Manuel Ferreira, futuro alcalde de lechería durante su encarcelamiento. Espinoza denunció haber sido torturado durante su reclusión en La Pica, entre las torturas a las que fue sometido, testificó que él y otros presos políticos eran obligados a hacer orden cerrado en la madrugada y a cantar consignas a favor de Nicolás Maduro.
Tras ser liberado, se unió a una comisión de voluntarios para conseguir comida, ropa e insumos médicos para los manifestantes que aún seguían detenidos. Algunas versiones alegan que Espinoza padeció cuadros depresivos durante y después de su encierro, pero su padre Jesús Espinoza, dirigente de Acción Democrática, negó que su hijo sufriera depresión.
En sus últimos meses de vida fungió como formador de la dirigencia juvenil de Voluntad Popular y subdirector de la organización de actividades deportivas de la alcaldía de Lechería durante el mandato de Manuel Ferreira. El joven asistía a un círculo de oraciones dedicado a los presos políticos y en apoyo a todo aquel contrario al gobierno que tenía lugar en la misma plaza donde sería encontrado muerto. Era primo del Teniente del ejército venezolano Alberto Maita Espinoza, encarcelado por sus presuntos vínculos con el ex-inspector asesinado en El Junquito, Óscar Pérez.

## Muerte

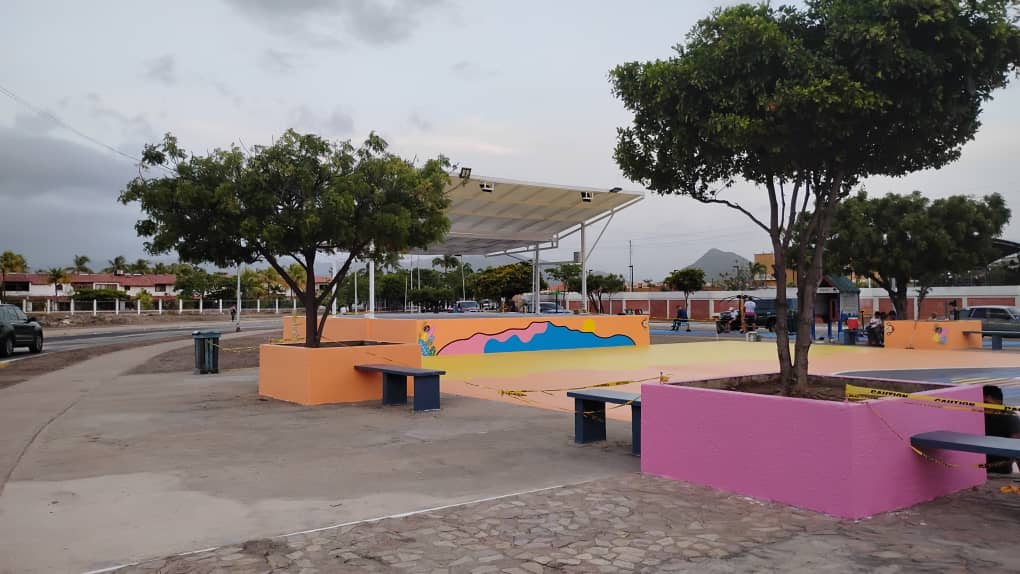
Plaza de Puerto Príncipe ubicada en Lechería, lugar donde fue encontrado el cadáver de Jesús Espinoza.

En horas de la madrugada del día 15 de marzo de 2018, el cuerpo de Jesús Espinoza apareció sin vida en la plaza de Puerto Príncipe en Lechería, hallado justo en la tarima donde se solían hacer actos políticos de la oposición y religiosos, su cuerpo presentaba impactos de bala y heridas en ambas piernas. La concejal María Alejandra Malaver informó que transeúntes fueron los primeros en localizar el cuerpo.
Según los entes de seguridad, recibieron una llamada telefónica mediante la cual le informaron sobre la presencia de una persona sin signos vitales, de sexo masculino. El cuerpo presentó una herida en la región parietal derecha y otra en la parietal izquierda. En el sitio del suceso se encontró un arma de fuego, marca Walter PPK, calibre 380 mm, con una bala sin percutar, una mira de pistola, un teléfono celular marca iphone y casquillos de bala en el suelo.
Distintas versiones señalan que el hecho sucedió a las 4:30 a.m. y otras aseguran que fue a las 2:30 de la madrugada. Fue a las 6 de la mañana, cuando encontraron el cadáver en la referida plaza. Funcionarios del CICPC retiraron el cuerpo y acordonaron el área para realizar las experticias correspondientes. Las autoridades trasladaron el cuerpo a la morgue del Servicio Nacional de Medicina y Ciencias Forenses (Senamecf) de Tronconal III, en Barcelona.
Tras los estudios de la Medicatura Forense del CICPC, la versión oficial alega que la causa de muerte de Epinoza fue suicidio, Espinoza se habría disparado un tiro en la región de la sien, aproximadamente a las 5:00 de la mañana del día 15 de marzo, en la Plaza de Puerto Príncipe, antes de suicidarse dejó mensajes de despedida a sus familiares. Otras versiones señalan que se trató de un homicidio y que en realidad presentaba dos heridas de bala en la cabeza.
La noticia de su muerte se posicionó entre las 10 primeras tendencias más populares de Twitter.

### Reacciones
Su padre Jesús Espinoza relató que su hijo era un joven que luchaba incansablemente por la democracia y el respeto a las libertades. Su padre contó de él lo siguiente: «Mi hijo estuvo detenido en la cárcel de La Pica durante noventa y tres días, injustamente, tras ser arrestado en el municipio Urbaneja luego de que en la zona se registrara una manifestación política en contra del actual régimen».
El exalcalde de Lechería Gustavo Marcano expresó que «Cualquiera que haya sido la causa, “El Liderin” es una nueva víctima del perverso Régimen que padecemos en Venezuela».
El diputado de la Asamblea Nacional Freddy Guevara lamentó el hecho y catalogó a Jesús Espinoza como un «defensor de la democracia».
El también parlamentario a la Asamblea Nacional, Armando Armas, escribió en las redes sociales, que «la muerte de Liderín es un duro golpe para todos quienes lo conocimos. Amaba a su país y luchó, en todos los terrenos que consideró justos. Fue Valiente».
El alcalde de Lechería Manuel Ferrería lamentó su muerte y destacó sus rasgos de líder en un tuit.
Carlos Vecchio escribió un tuit sobre la muerte de Espinoza: «Lamentamos el fallecimiento de Jesús Espinoza. Joven miembro de nuestra familia de @VoluntadPopular quien estuvo preso injustamente por el régimen por más de cuatro meses. Una gran persona y luchadora».
El diputado Lester Toledo lamentó la muerte de Espinoza en Twitter, con un tuit que recitaba «Lamentamos profundamente la muerte de nuestro activista Jesús Espinoza #Liderin, un joven que luchó por el cambio en Venezuela y que no se rindió a pesar de estar injustamente preso durante cuatro meses. Fuerza a familiares amigos. Descansa en Paz».